# Julklapp

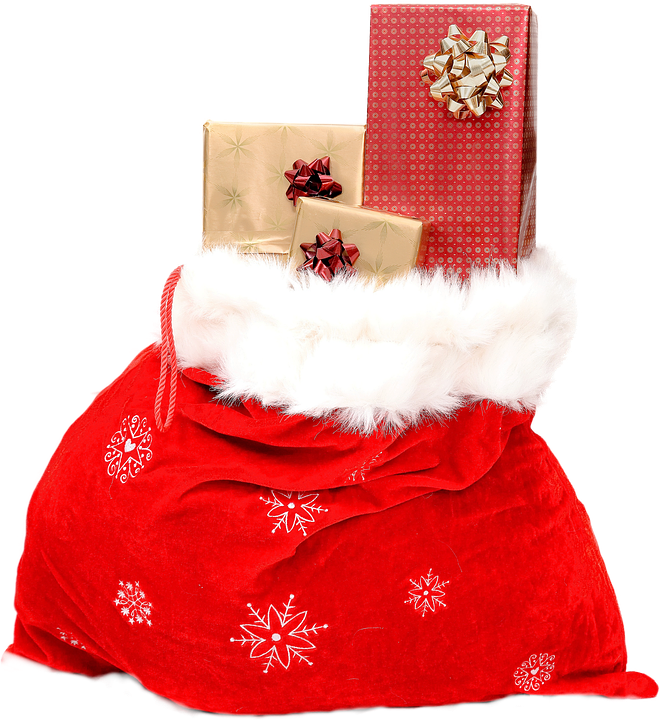
Julklappar i en säck.

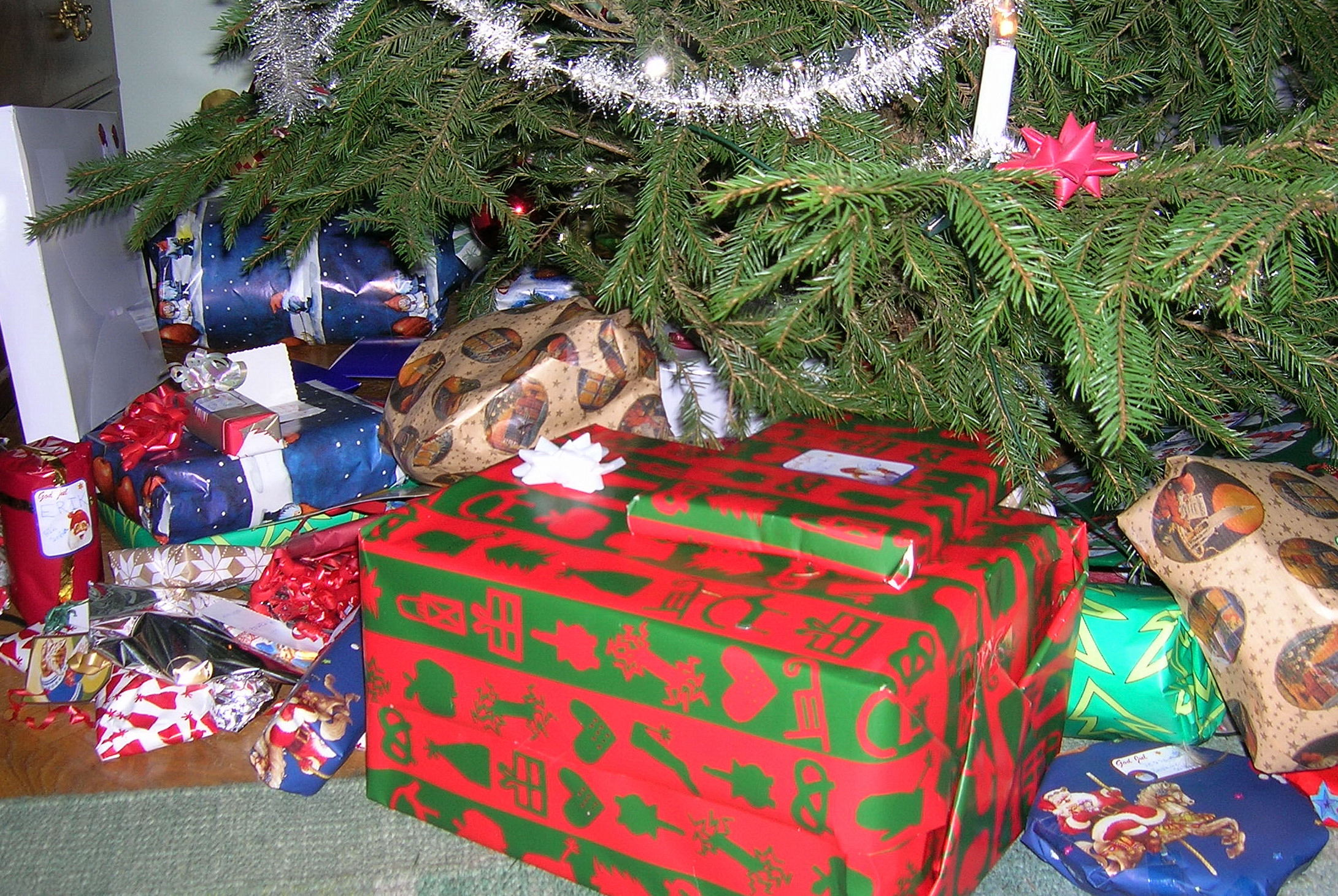
Julklappar under en julgran.

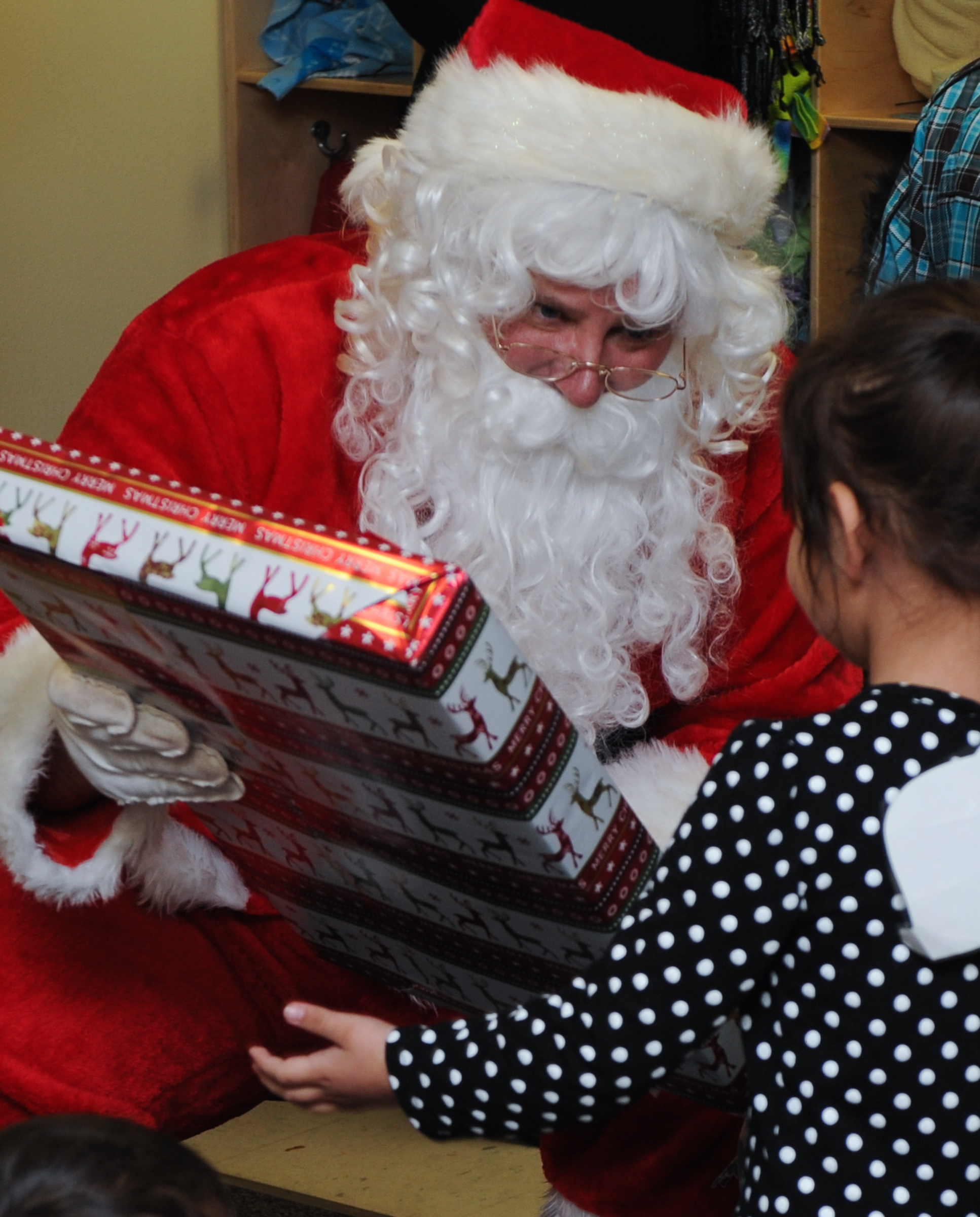
En julklapp som delas ut av en jultomte.

En julklapp är en present som utdelas vid julen. Den kallas även julgåva, särskilt när gåvan inte är inslagen. I Norden, Tyskland, Polen och Österrike öppnas julklapparna på julafton, medan de i många andra länder öppnas på juldagen. Julklapparna kan exempelvis läggas under julgranen innan de öppnas, läggas i en julstrumpa eller delas ut av en jultomte.
Flera jultidningar har burit titeln Julklappen. Den mest långlivade utgavs av Folkskolans barntidning (1893–1955).

## Tradition

Dagen julklappar vanligen öppnas:
5 december
24 december
Midnatt mellan 24 och 25 december
25 december
6 januari
7 januari
Olagligt.

Julklappar brukar vara inslagna i presentpapper som är enfärgat eller bär allehanda jul- alternativt vintermotiv. Förr förseglades julklappar med sigillack och bar ibland en vers eller ett julklappsrim. Nu för tiden används oftast tejp samtidigt som verser och julrim blivit mindre vanligt. En julklapp kan dekoreras med presentsnöre och en etikett som avslöjar vem som är mottagare och givare.
På vissa håll kommer jultomten för att dela ut julklapparna. Jultomten brukar bära julklapparna i en säck. På andra ställen utses en familjemedlem till gåvoutdelare. I Danmark händer det att den som hittar mandeln i sin julgröt eller risalamande får en mandelgåva i form av fördelar vid öppnandet av julklappar. 
I Finland förekommer det fortfarande på vissa ställen att julklapparna delas ut av julbocken, joulupukki, vilket också är det finska ordet för jultomte. Även i svensktalande Österbotten används benämningen julbocken för julklappsutdelaren, en annan vanlig benämning på julklappsutdelaren i Svenskfinland är julgubben.
I många engelsktalande länder sägs tomten komma ned med julklapparna genom skorstenen på natten mot juldagen och lämna paket i en julstrumpa ovanför öppna spisen eller i barnens rum. Dessa julklappar öppnas traditionellt på juldagsmorgonen. Julstrumpan förekommer främst i Storbritannien.
Julklappar förekommer även i en variant av adventskalender, där man varje decemberdag fram till jul får öppna en julklapp istället för en papperslucka.

## Religion
Julen är en kristen högtid (från början firades vid samma tid en hednisk högtid, som sedan togs över av kristendomen, då man i det förkristna Norden drack julöl till gudarnas minne.) Bibeln berättar om hur Jesus fick presenter av de vise männen, men seden att utdela julklappar har på många platser kommit att sekulariseras och omfatta även personer utan anknytning till den kristna tron.
Inom judendomen förekommer liknande presentutdelning i samband med chanukka och presenter delas också ut av dem som firar kwanzaa. Det finns dock även många personer som tillhör andra religioner än kristendomen och som av religiösa skäl avstår från att delta i julklappstraditionen.

## Svensk historik

Julklappar med sigillack på Hallwylska museet.

Förr iakttogs en högre grad av hemlighetsfullhet. På julaftonsmorgonen hörde man en knackning ("klappning", därav ordet julklapp) på sin dörr eller på sitt fönster, och omedelbart därefter inkastades ett väl inlindat paket. Det finns även en teori om att man gav varandra en skämtsam smäll/klapp.
Seden att ge bort julklappar började som ett skämt, en lantlig tradition som innebar att byns ungdomar smög omkring på julaftonen och knackade på i stugorna. När någon öppnade kastade ungdomarna in en skämtgåva, som kunde bestå av ett vedträ eller en halmfigur. På gåvan hade de ofta fäst en lapp med en vers som förklarade varför mottagaren förärats den fina presenten. Dessa verser är föregångare till våra dagars julklappsrim. Det var viktigt att inte bli tagen på bar gärning under julklappsutdelandet, eftersom verserna kunde vara ganska så elaka och grovkorniga. På en del platser delades julklapparna ut av en julbock, men han och hans uppgifter har sedan slutet av 1800-talet övertagits av jultomten.
Julgåvor var ofta hemmagjorda. Det var först på 1940-talet, efter andra världskriget, som vanligt folk hade råd att köpa julklappar. På 2000-talet har julhandeln slagit nya rekord flera år, där julklappar står för en stor del av omsättningen. Samtidigt har intresset för att ge julgåvor till välgörande ändamål ökat. Det kan vara gåvor som går till att hjälpa utsatta människor, bevara utrotningshotade djur eller främja miljön.
Sedan 1960-talet utdelas julklapparna i många familjer efter julaftonens TV-program med Kalle Anka. För att barnen enligt tradition ska få julklappar krävs att de har varit snälla under året och lydit sina vårdnadshavare. Därför frågar ofta jultomten "Finns det några snälla barn här?" före julklappsutdelningen.
Särskilt bland vuxna människor förekommer det julklappslotteri, ett vanligtvis informellt lotteri där omärkta julklappar samlas på hög för att sedan lottas ut bland mottagarna. Vid julklappslotterier brukar innehållet i julklapparna vara av ungefär samma värde och anpassat så att förhoppningsvis alla som deltar i lotteriet ska kunna ha användning av innehållet.
I juletid brukar många butiker erbjuda kunderna kostnadsfri paketinslagning, ibland även som självbetjäning.
Att givmildheten alltid varit som störst i juletid har sin naturliga förklaring. Under en kort tid fick man vila från vardagsslitet och dessutom hade man för en gångs skull ett överflöd av både mat och dryck. Man visade särskild omsorg om traktens fattiga och att låta bli att bjuda en besökande på något under juletiden kunde bringa otur. Då riskerade man nämligen att gästen gick ut med julen.